# ديكستروبربوكسيفين
الديكستروبربوكسيفين (بالإنجليزية: Dextropropoxyphene)‏ مسكن من فئة الأفيونيات. يستخدم لعلاج الآلام الخفيفة وبالإضافة إلى ذلك هو مضاد للسعال والتخدير الموضعي.
يخلط الديكستروبربوكسيفين أحياناً مع مادة الباراسيتامول paracetamol، أو مع مادة أستيل سالسيليك أسيد cetylsalicylic acid المعروفة باسم الأسبرين. ويعرف تجارياً تحت اسم Darvocet-N أو باسم co-proxamol عند خلطه بمادة الباراسيتامول، وباسم Darvon-APAP عند خلطه مع مادة الأستيل سالسيليك أسيد.
في 19 نوفمبر 2010 م قامت وكالة الغذاء والدواء الأمريكية بطلب الشركات المصنعة للمنتجات التي تحتوي على بروبوكسيفين لسحبه من البيع لوجود دراسات عن مخاطر قوية وحتى قاتلة من اللانظميات القلبية.